# 句容市种猪场
句容市种猪场是江苏省句容市人民政府农业委员会下属的一个国营农场，位于后白镇二圣长里岗。场部所在即后白镇长里岗1号，二圣杨三里亦为其所在区域。
1958年，建场。2006年《句容年鉴》指全场土地面积11.2公顷（168亩）。2012年及之前，在国家统计局网站统计中，所在区域以句容市二圣种猪场之名列为句容市的一个类似乡级单位。